# Richard Herbert, lord av Cherbury
Richard Herbert, död 1596, lord of Cherbury (eller Chirbury) och av Montgomery Castle, var en engelsk fredsdomare och parlamentariker som var Custos Rotulorum eller sheriff av Montgomeryshire från någon gång mellan 1548 och 1594 till 1596. 

## Biografi
Herbert var äldste son till Edward Herbert och ättling till Richard Herbert. Han äktade Magdalene, dotter till sir Richard Newport. Hans äldste son, Edward Herbert, 1:e baron Herbert av Cherbury föddes den 3 mars 1583 i Eyton-on-Severn nära Wroxeter.
Makarna fick även barnen Elizabeth, Margaret, Richard, William, George (född den 3 april 1593), Henry (född 1595), Frances och Thomas (född 1597). 1593 hade familjen flyttat till Black Hall.
Efter hans död, medan hans fru väntade deras tionde barn, begravdes Herbert den 15 oktober i en utsmyckad grav i församlingskyrkan Saint Nicholas, Montgomery. Hans familj flyttade till Oxford och sedan vidare tillLondon.